# Murbach
Murbach es una localidad y comuna francesa, situada en el departamento de Alto Rin, en la región de Alsacia.

## Demografía
| 84 | 130 | 90 | 89 | 116 | 136 |
| Para los censos de 1962 a 1999 la población legal corresponde a la población sin duplicidades (Fuente: INSEE [Consultar]) |     |    |    |     |     |

## Patrimonio y cultura

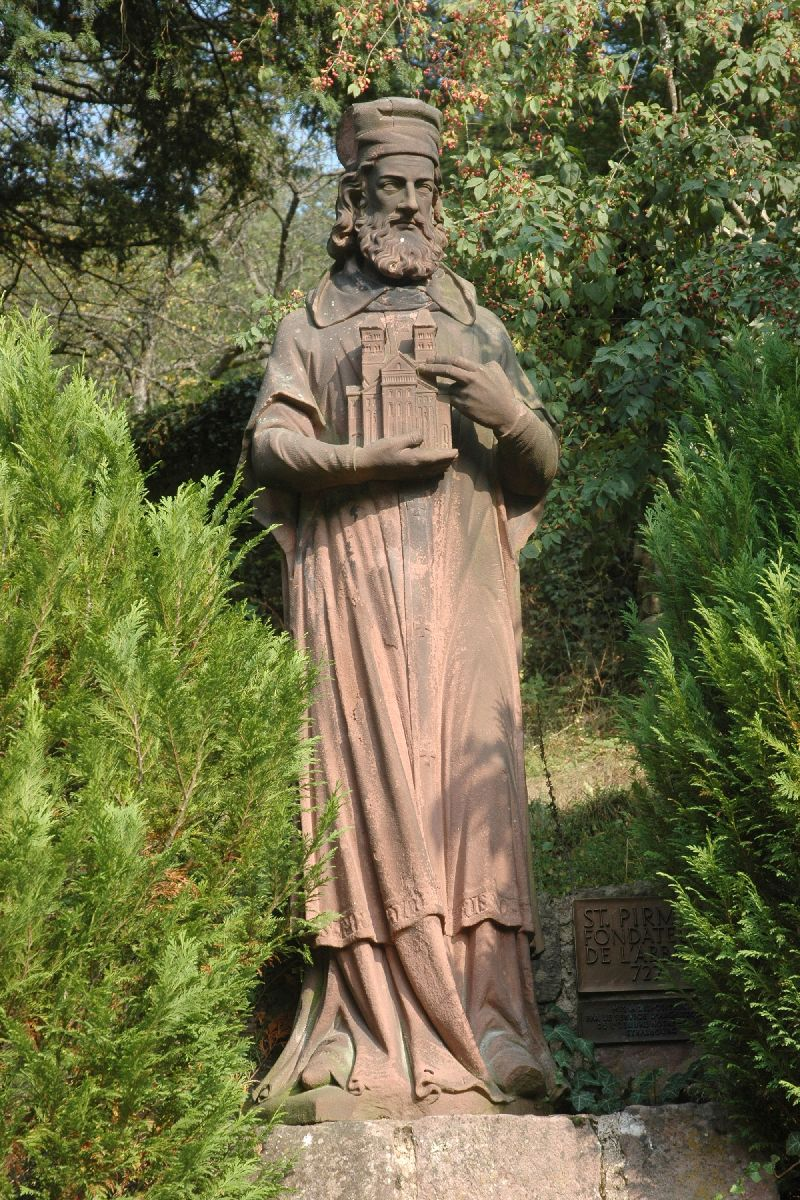
Estatua de Saint Pirminius en la abadía de Murbach.

- Abadía de Murbach